# Parlamento do Butão
O Parlamento do Butão (em dzongkha: རྒྱལ་ ཡོངས་ ཚོགས་ཁང་ gyelyong tshokhang) é constituído pelo rei do Butão junto com um parlamento bicameral. Este parlamento bicameral é composto de uma câmara alta - do Conselho Nacional - e uma câmara baixa - a Assembleia Nacional. o quadro parlamentar atual substituiu a unicameral Tshogdu em 2007, com os primeiros membros tomando seus assentos em 2008.

## Composição do parlamento
O Conselho Nacional do Butão é a câmara alta, ou casa de revisão na legislatura bicameral. É composto por 25 membros: um eleito diretamente a partir de cada um dos 20 dzongkhags (distritos) e 5 designados pelo rei sob as leis eleitorais. O Conselho Nacional se reúne pelo menos duas vezes por ano. A associação elege um presidente e um vice-presidente. Os membros e candidatos ao Conselho Nacional estão proibidos de serem filiados a partidos políticos.
A Assembleia Nacional é a câmara baixa. É constituída por um máximo de 55 membros eleitos diretamente pelos cidadãos dos círculos eleitorais dentro de cada dzongkhag (distrito) de acordo com as leis eleitorais. Segundo este sistema de representação proporcional, cada círculo é representado por um membro da Assembleia Nacional; cada um dos 20 Dzongkhags devem ser representados por entre 2-7 membros. Eleitorados são realocados a cada 10 anos. A Assembleia Nacional reúne-se pelo menos duas vezes por ano, e elege um presidente e vice-presidente de entre os seus membros. Os membros e candidatos estão autorizados a serem filiados a partidos políticos.
A Constituição estabelece o procedimento da formação do Poder Executivo e seus ministérios, incluindo o cargo de primeiro-ministro, de acordo com os resultados eleitorais parlamentares. O Rei reconhece o líder ou candidato do partido que ganha a maioria dos assentos na Assembleia Nacional como o primeiro-ministro. O primeiro-ministro é limitado a dois mandatos. Outros Ministros são nomeados de entre membros da Assembleia nacional pelo Rei no conselho do Primeiro-Ministro. Todos os ministros devem ser cidadãos natos do Butão, e há um limite de dois ministros por um Dzongkhag (distrito).
O rei do Butão cumpre outras funções parlamentares através da revisão e concordância das finanças, a fim de promulgar a legislação do Butão, e quando necessário, iniciando referendos nacionais sob as leis eleitorais.